# Whine Up
"Whine Up" to piosenka R&B stworzona przez Kat DeLunę, O’Neila Bryana, RedOne, Tyrone'a Edmonda i Jane Sewell-Ulepic na debiutancki album studyjny DeLuny, 9 Lives (2007). Wyprodukowany przez RedOne Productions, utwór wydany został jako pierwszy singel promujący krążek dnia 15 maja 2007 w Stanach Zjednoczonych.

## Informacje o singlu
"Whine Up" wydany został dnia 15 maja 2007 w Stanach Zjednoczonych w systemie airplay. Kilka tygodni po premierze radiowej singla, utwór zadebiutował na notowaniu Bubbling Under Hot 100 Singles na pozycji #24, by po wydaniu w systemie digital download znaleźć się w Top 30 oficjalnego notowania Billboard Hot 100 najpopularniejszych singli w Ameryce. Kompozycja stała się debiutanckim sukcesem DeLuny tworząc z "Whine Up" sygnaturalną piosenkę artystki. Pomimo iż w wielu krajach świata utwór wydany został jako pierwszy singel promujący album, w kilku krajach europejskich "Whine Up" nie ujrzał światła dziennego na rzecz piosenki "Run the Show" podobnego rytmicznie oraz nagranego z udziałem Busta Rhymes.

## Wydanie singla
Dnia 16 czerwca 2007 "Whine Up" zadebiutował na pozycji #91 notowania Billboard Hot 100, by po siedmiu tygodniach od debiutu osiągnąć jako najwyższe, miejsce #29. Singel w sumie spędził dwadzieścia tygodni na liście w tym dwa na najwyższym osiągniętym miejscu. Tydzień po debiucie na liście w Stanach Zjednoczonych, "Whine Up" znalazł się na notowaniu Canadian Hot 100 na pozycji #83. W dziewiątym tygodniu od debiutu kompozycja zajęła, jako najwyższe miejsce #15 spędzając na oficjalnej liście tyle samo tygodni co w Stanach Zjednoczonych. Znacznie później, bo dopiero dnia 26 listopada 2007 piosenka zadebiutowała na najwyższej na tym notowaniu pozycji #9 we Francji; singel utrzymywał się na liście trzydzieści tygodni opuszczając notowanie dnia 23 czerwca 2008. Na początku oraz w połowie roku 2008 "Whine Up" debiutował na oficjalnych notowaniach w kilku krajach europejskich takich jak Austria, Belgia, Szwajcaria czy Niemcy.

## Teledysk
Teledysk do singla reżyserowany był przez Gila Greena i miał premierę na oficjalnym profilu MySpace artystki oraz dnia 26 lipca 2007 w programie Total Request Live na stacji MTV.
Klip rozpoczyna się ujęciem ukazującym wokalistkę śpiewającą arię operową dla swoich przyjaciółek. Nagle jej występ zostaje przerwany przez Elephant Man, który głośno włączając głośnik z utworem "Whine Up" zagłusza artystkę. Po tym kadrze teledysk rozpoczyna się przedstawiając wokalistkę tańczącą w różnych miejscach o kolorowych tłach.

## Listy utworów i formaty singla
Międzynarodowy CD singel
1. Whine Up (featuring Elephant Man) — 3:27
2. Whine Up (Johnny Vicious Club Drama Mix) — 7:30

Międzynarodowy CD-maxi singel
1. Whine Up (featuring Elephant Man) — 3:27
2. Whine Up (Johnny Vicious Radio Mix) — 3:21
3. Whine Up (Johnny Vicious Club Drama Mix) — 7:28
4. Whine Up (Videoclip) — 3:52

## Pozycje na listach
| Lista przebojów (2008)       | Najwyższa pozycja |
| ---------------------------- | ----------------- |
| Australia ARIA Singles Chart | 18                |
| Austria Singles Chart        | 65                |
| Belgia Singles Chart         | 6                 |
| Francja Singles Chart        | 9                 |
| Kanada Billboard Hot 100     | 15                |

| Lista przebojów (2008)            | Najwyższa pozycja |
| --------------------------------- | ----------------- |
| Szwajcaria Singles Chart          | 49                |
| Niemcy Singles Chart              | 24                |
| USA Billboard Hot 100             | 29                |
| USA Billboard Pop 100             | 17                |
| USA Billboard Hot Latin Tracks    | 43                |
| USA Billboard Hot Dance Club Play | 1                 |